# Kirker i Odense Amt
Odense Amt blev samlet i 1793 (1809?) af Odensegård Amt, Rugård Amt, Assens Amt og Hindsgavl Amt.
I 1970 blev Odense Amt lagt sammen med Svendborg Amt til Fyns Amt
Amtet bestod af følgende Herreder

## Bjerge Herred
- Agedrup Kirke
- Birkende Kirke
- Dalby Kirke
- Drigstrup Kirke
- Sankt Laurentii Kirke – Kerteminde Sogn
- Kølstrup Kirke
- Marslev Kirke
- Mesinge Kirke
- Munkebo Kirke
- Revninge Kirke
- Rynkeby Kirke
- Stubberup Kirke
- Viby Kirke

## Båg Herred
- Vor Frue Kirke – Assens Sogn
- Barløse Kirke
- Bågø Kirke
- Dreslette Kirke
- Flemløse Kirke
- Gamtofte Kirke
- Glamsbjerg Kirke i Køng Sogn (Assens Kommune)
- Helnæs Kirke
- Holevad Kirke
- Hårby Kirke
- Kerte Kirke
- Kærum Kirke
- Køng Kirke
- Orte Kirke
- Sandager Kirke
- Skydebjerg Kirke
- Søby Kirke
- Søllested Kirke
- Sønderby Kirke
- Tanderup Kirke
- Turup Kirke
- Vedtofte Kirke
- Ørsted Kirke
- Aarup Kirke

## Lunde Herred
- Allesø Kirke
- Gerskov Kirke – Skeby Sogn
- Hjadstrup Kirke
- Lumby Kirke
- Lunde Kirke
- Norup Kirke
- Hasmark Kirke – Norup Sogn
- Otterup Kirke
- Skeby Kirke
- Stige Kirke i Stige Sogn
- Østrup Kirke

## Odense Herred
- Ansgars Kirke
- Bellinge Kirke
- Bolbro Kirke
- Broholm Kirke
- Brylle Kirke
- Brændekilde Kirke
- Dalum Kirke
- Dyrup Kirke
- Fangel Kirke
- Fredens Kirke
- Hans Tausens Kirke
- Hjallese Kirke
- Vor Frelsers Kirke – Korsløkke Sogn
- Korup Kirke
- Munkebjerg Kirke
- Næsby Kirke
- Næsbyhoved-Broby Kirke
- Graabrødre Klosterkirke
- Paarup Kirke
- Ravnebjerg Kirke i Ravnebjerg Sogn
- Sanderum Kirke
- Sankt Hans Kirke
- Sankt Knuds Kirke
- Stenløse Kirke
- Thomas Kingos Kirke
- Tommerup Kirke
- Broholm Kirke – Tommerup Sogn
- Ubberud Kirke
- Verninge Kirke
- Vissenbjerg Kirke
- Vollsmose Kirke
- Vor Frue Kirke
- Årup Kirke

## Skam Herred
- Bederslev Kirke
- Grindløse Kirke
- Klinte Kirke
- Krogsbølle Kirke
- Nørre Højrup Kirke
- Nørre Næraa Kirke
- Skamby Kirke
- Uggerslev Kirke

## Skovby Herred
- Sankt Nicolaj Kirke – Bogense Sogn
- Ejlby Kirke
- Guldbjerg Kirke
- Hårslev Kirke
- Langesø Skovkapel i Vigerslev Sogn
- Melby Kirke
- Nørre Sandager Kirke
- Ore Kirke
- Padesø Kirke i Padesø Sogn
- Skovby Kirke
- Særslev Kirke
- Søndersø Kirke
- Veflinge Kirke
- Vigerslev Kirke

## Vends Herred
- Asperup Kirke
- Balslev Kirke
- Brenderup Kirke
- Ejby Kirke
- Fjelsted Kirke
- Føns Kirke
- Gamborg Kirke
- Gelsted Kirke
- Harndrup Kirke
- Husby Kirke
- Indslev Kirke
- Kauslunde Kirke
- Sankt Nicolai Kirke – (Middelfart Kirke), Middelfart Sogn
- Nørre Aaby Kirke
- Roerslev Kirke
- Røjleskov Kirke i Røjleskov Sogn
- Rørup Kirke
- Strib Kirke – Strib-Røjleskov Sogn
- Udby Kirke
- Vejlby Kirke
- Ørslev Kirke

## Åsum Herred
- Allerup Kirke
- Davinde Kirke
- Fraugde Kirke
- Højby Kirke
- Nørre Lyndelse Kirke
- Nørre Søby Kirke
- Rolfsted Kirke
- Rønninge Kirke
- Seden Kirke
- Sankt Mikaels Kirke Sønder Nærå Sogn
- Sdr. Nærå Valgmenighedskirke i Sønder Nærå Sogn
- Tornbjerg Kirke i Fraugde Sogn, Tornbjerg Sogn
- Åsum Kirke